# Hanhikivi (gränsmärke mellan Kumo och Sastamala)
Hanhikivi är en klippa i Finland.   Den ligger i den ekonomiska regionen  Björneborgs ekonomiska region  och landskapet Satakunta, i den sydvästra delen av landet, 190 km nordväst om huvudstaden Helsingfors. Hanhikivi ligger 63 meter över havet. Den ligger vid sjön Kiikoisjärvi.
Terrängen runt Hanhikivi är platt. Runt Hanhikivi är det glesbefolkat, med 15 invånare per kvadratkilometer. Närmaste större samhälle är Äetsä, 18,6 km sydost om Hanhikivi. I omgivningarna runt Hanhikivi växer i huvudsak blandskog.